# PTT Pattaya Open 2013
PTT Pattaya Open 2013 byl tenisový turnaj pořádaný jako součást ženského okruhu WTA Tour, který se hrál v areálu Dusit Thani Hotel na otevřených dvorcích s tvrdým povrchem. Konal se mezi 26. lednem až 3. únorem 2013 v thajském městě Pattaya jako 22. ročník turnaje.
Turnaj s rozpočtem 235 000 dolarů patřil do kategorie WTA International Tournaments. Nejvýše nasazenou hráčkou ve dvouhře byla srbská tenistka Ana Ivanovićová.

## Ženská dvouhra

### Nasazení
| Stát               | Hráčka             | WTA1) | Nasazení |
| ------------------ | ------------------ | ----- | -------- |
| Srbsko             | Ana Ivanovićová    | 13.   | 1.       |
| Rusko              | Maria Kirilenková  | 15.   | 2.       |
| Tchaj-wan          | Sie Šu-wej         | 27.   | 3.       |
| Rumunsko           | Sorana Cîrsteaová  | 29.   | 4.       |
| Německo            | Sabine Lisická     | 36.   | 5.       |
| Slovensko          | Daniela Hantuchová | 44.   | 6.       |
| Rusko              | Jelena Vesninová   | 47.   | 7.       |
| Spojené království | Heather Watsonová  | 50.   | 8.       |

- 1) Žebříček WTA ke 14. lednu 2013.

### Jiné formy účasti
Následující hráčky obdržely divokou kartu do hlavní soutěže:
- Daniela Hantuchová
- Luksika Kumkhumová
- Varatčaja Vongteančajová

Následující hráčky postoupily z kvalifikace:
- Akgul Amanmuradovová
- Bethanie Matteková-Sandsová
- Anastasia Rodionovová
- Anastasija Sevastovová

### Odhlášení
- Polona Hercogová
- Romina Oprandiová
- Laura Robsonová
- Věra Zvonarevová

### Skrečování
- Tímea Babosová
- Irina-Camelia Beguová

## Ženská čtyřhra

### Nasazení
| Stát          | Hráčka                      | Stát               | Hráčka            | WTA1) | Nasazení |
| ------------- | --------------------------- | ------------------ | ----------------- | ----- | -------- |
| Tchaj-wan     | Čang Kchaj-čen              | Spojené státy      | Vania Kingová     | 90.   | 1.       |
| Nový Zéland   | Marina Erakovicová          | Spojené království | Heather Watsonová | 108.  | 2.       |
| Tchaj-wan     | Čan Chao-čching             | Tchaj-wan          | Čan Jung-žan      | 110.  | 3.       |
| Spojené státy | Bethanie Matteková-Sandsová | Izrael             | šachar Pe'erová   | 114.  | 4.       |

- 1) Žebříček WTA ke 14. lednu 2013; číslo je součtem umístění obou členek páru.

### Jiné formy účasti
Následující páry obdržely divokou kartu do hlavní soutěže:
- Noppawan Lertčeewakarnová /  Xenia Palkinová
- Niča Lertpitaksinčajová /  Peangtarn Plipuečová

Následující pár nastoupil do turnaje jako náhradník:
- Varatčaja Vongteančajová /  Varunja Vongteančajová

### Odhlášení
- Čeng Saj-saj (soukromé důvody)

## Přehled finále

### Ženská dvouhra
- Maria Kirilenková vs.  Sabine Lisická, 5–7, 6–1, 7–6(7–1)

### Ženská čtyřhra
- Kimiko Dateová /  Casey Dellacquová vs.  Akgul Amanmuradovová /  Alexandra Panovová, 6–3, 6–2